# Nombre ideal
En teoria de nombres, un nombre ideal és un enter algebraic que representa un ideal a l'anell dels enters d'un cos de nombres algebraics; la idea va ser desenvolupada per Ernst Kummer i va conduir a la definició d'ideal matemàtic per a anells de Richard Dedekind.
Un ideal a l'anell d'enters d'un cos de nombres algebraics és principal si consisteix en múltiples d'un sol element de l'anell. Segons el teorema de l'ideal principal, qualsevol ideal no principal esdevé principal quan s'estén a un ideal del camp de classe de Hilbert. Això significa que hi ha un element de l'anell d'enters del camp de classe de Hilbert, que és un nombre ideal, de manera que l'ideal no principal original és igual a la col·lecció de tots els múltiples d'aquest nombre ideal pels elements d'aquest anell d'enters que es troben a l'anell d'enters del camp original.

## Definició
Sigui {\displaystyle \phi (x)} el polinomi principal d'algun discriminant {\displaystyle \Delta } i suposem que {\displaystyle a} i {\displaystyle k} son nombres enters tals que {\displaystyle a} divideix {\displaystyle \phi (k)}. Aleshores, una expressió de la forma {\displaystyle g[a:k]} (o {\displaystyle [a:k]}, quan {\displaystyle g=1}) és un nombre ideal del discriminant {\displaystyle \Delta } si {\displaystyle g} és un nombre natural. Si {\displaystyle g[a:k]} és una forma ideal per algun eleemnt {\displaystyle v} de {\displaystyle D_{\phi }}, aleshores diem que {\displaystyle g[a:k]} és un nombre ideal principal. Anomenem {\displaystyle g,a,k} com divisor, subnorma i caràcter de {\displaystyle g[a:k]}, respectivament.